# طرثث
طُرْثُث (الاسم العلمي: Balanophora)، جنس نباتات مُزهرة طفيلية من فصيلة الطرثثيات الموجودة في أجزاء من آسيا الاستوائية والمعتدلة، بما في ذلك جبال الهملايا الشرقية، إقليم ماليزيا، جزر المحيط الهادئ، مدغشقر، وإفريقيا الاستوائية. يشتمل الجنس على قرابة 20 نوعًا مقبولًا، بما في ذلك النوع المكتشف حديثًا طرثث مرجاني الشكل B. coralliformis. تنبعث من العديد من أنواعه رائحة ربما تجذب الملقحات بنفس الطريقة التي تنجذب بها الملقحات إلى رافليسيا.
تُستخدم أنواع الطرثث في الطب الشعبي في العديد من الثقافات الآسيوية. على سبيل المثال، في تايوان والصين، يُعرف الطرثث باسم شي-غو she-gu (الفطر الحجري) وفي تايلاند باسم هوه-را-تاو- سو-ناك hoh-ra-tao-su-nak. في كلتا تلك الدول، يتم استخدام النبات لعلاج مجموعة متنوعة من الأمراض وله أغراض طقسية مختلفة. درنات الطرثث غنية بمادة تشبه الشمع والتي تستخدم في جاوة وقودًا للمشاعل.

## التصنيف
وصف الجنس لأول مرة في عام 1775 من قبل يوهان رينهولد فورستر وابنه جورج فورستر في كتابهما Characteres Generum Plantarum. الاسم العلمي مشتق من الإغريقية balanos (βάlectανος)، والتي تعني "البلوط" وphherein (φέρειν)، والتي تعني "يحمل" ،أي حامل البلوط.

### الأنواع
اعتبارًا من يناير 2023، تم قبول الأنواع التالية في موقع نباتات العالم على الإنترنت
- Balanophora abbreviata Blume
- Balanophora aphylla Luu, H.Ð.Trần & H.C.Nguyen
- Balanophora coralliformis Barcelona, Tandang & Pelser
- Balanophora cucphuongensis Ban
- Balanophora dioica R.Br. ex Royle
- Balanophora elongata Blume
- Balanophora fargesii (Tiegh.) Harms
- Balanophora flava (Hook.f.) Lidén
- Balanophora fungosa J.R.Forst. & G.Forst. (نوع نمطي)
- Balanophora harlandii Hook.f.
- Balanophora involucrata Hook.f. & Thomson
- Balanophora japonica Makino
- Balanophora latisepala (Tiegh.) Lecomte
- Balanophora laxiflora Hemsl.
- Balanophora lowii Hook.f.
- Balanophora nipponica Makino
- Balanophora papuana Schltr.
- Balanophora polyandra Griff.
- Balanophora reflexa أدواردو بيكاري
- Balanophora subcupularis P.C.Tam
- Balanophora tobiracola Makino
- Balanophora wilderi Setch.
- Balanophora yakushimensis Hatus. & Masam.

:

## علم البيئة
يُعتقد أن Balanophora yuwanensis، " وغالبًا ما يُعتبر من نفس نوع B. yakushimensis"، يزود أرنب أمامي ذو الفراء الداكن المهدد بالانقراض (Pentalagus furnessi) الموجود في أرخبيل ريوكيو بأنسجة نباتية مكافأًة على نثر بذوره. في السابق، كان يُعد كيفية نثر بذور B. yuwanensis لغزًا